# NSDstat
Bei NSDstat handelt es sich um eine vom Norwegian Social Science Data Service (NSD) in Bergen entwickelte Statistik-Software, die in Deutschland von der Gesellschaft Sozialwissenschaftlicher Infrastruktureinrichtungen (GESIS) vertrieben wird.
NSDstat ist (ähnlich wie das bekanntere SPSS) ein Programmpaket zur Analyse statistischer Daten. Neben der deskriptiven Datenanalyse lassen sich mit NSDstat Korrelationen untersuchen sowie Regressionsanalysen und t-Tests durchführen. Das Programm wird primär im universitären Bereich eingesetzt, kommt aber auch in Unternehmen aus dem Bereich der Markt- bzw. Meinungsforschung zum Einsatz.